# Rue Raffet
La rue Raffet est une voie publique du 16e arrondissement de Paris, en France.

## Situation et accès
Cette rue, large de 12 mètres et longue de 407 mètres, donne sur six voies :
- la rue de la Source (au no 34) au début de la rue ;
- la rue Jasmin au no 14 ;
- l'impasse Raffet au no 7 ;
- la rue du Docteur-Blanche au no 34 ;
- le boulevard de Montmorency ;
- le boulevard Suchet (au no 51), à la fin de la rue.

La rue comprend un pont entre le boulevard de Montmorency et le boulevard Suchet. La rue est en sens unique de la rue du Docteur-Blanche à la rue de la Source et en double sens entre la rue du Docteur-Blanche et le boulevard Suchet. Elle franchit, par un pont en béton armé, le pont de la rue Raffet, l'ancienne ligne de Petite Ceinture aujourd'hui transformée en une promenade.

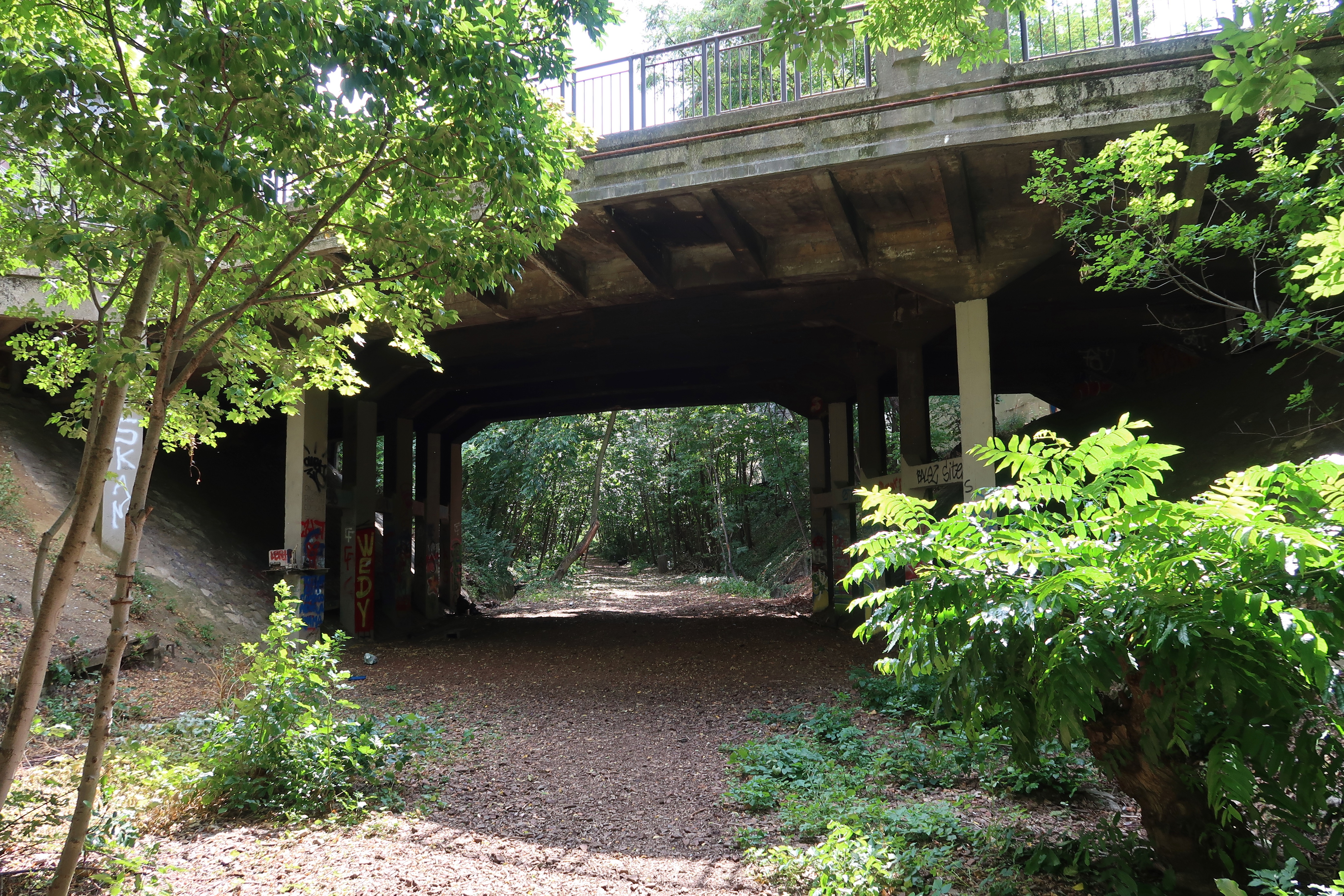
Vue du pont depuis la Petite Ceinture 16e.
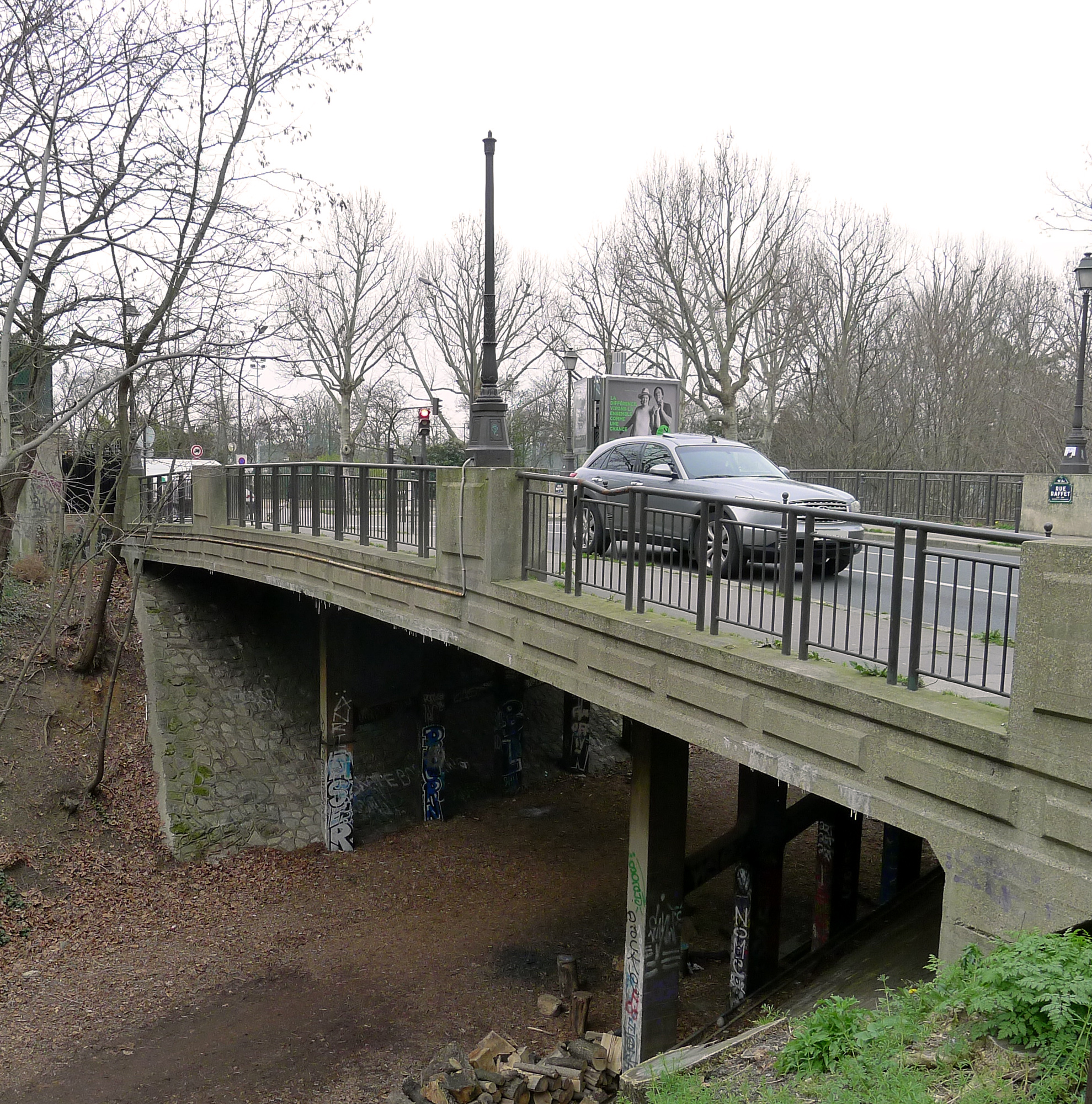
Le pont en 2014, avec l'ancienne ligne de Petite Ceinture en contrebas.
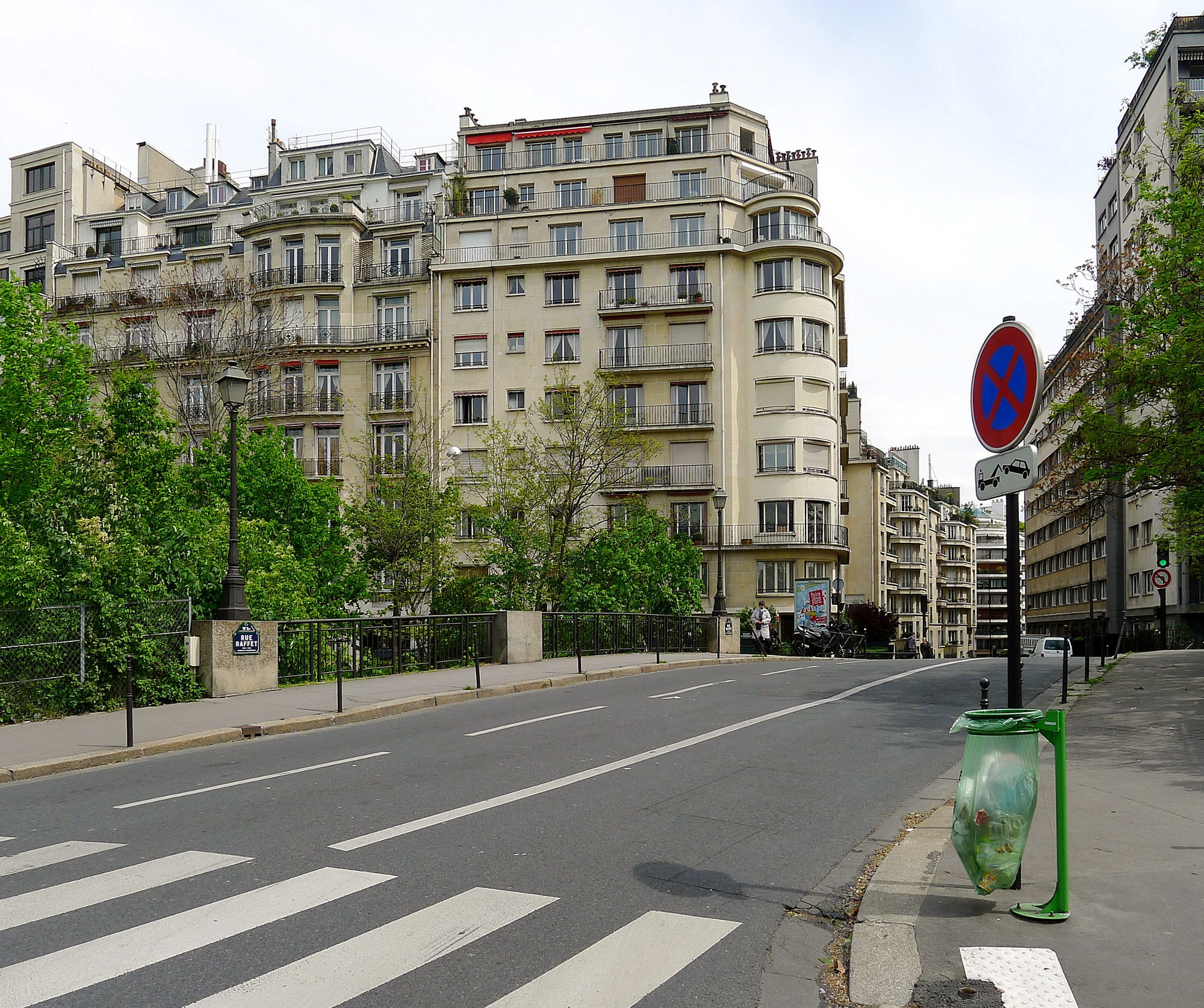
À son extrémité nord-ouest, la rue franchit l'ancienne voie de chemin de fer.
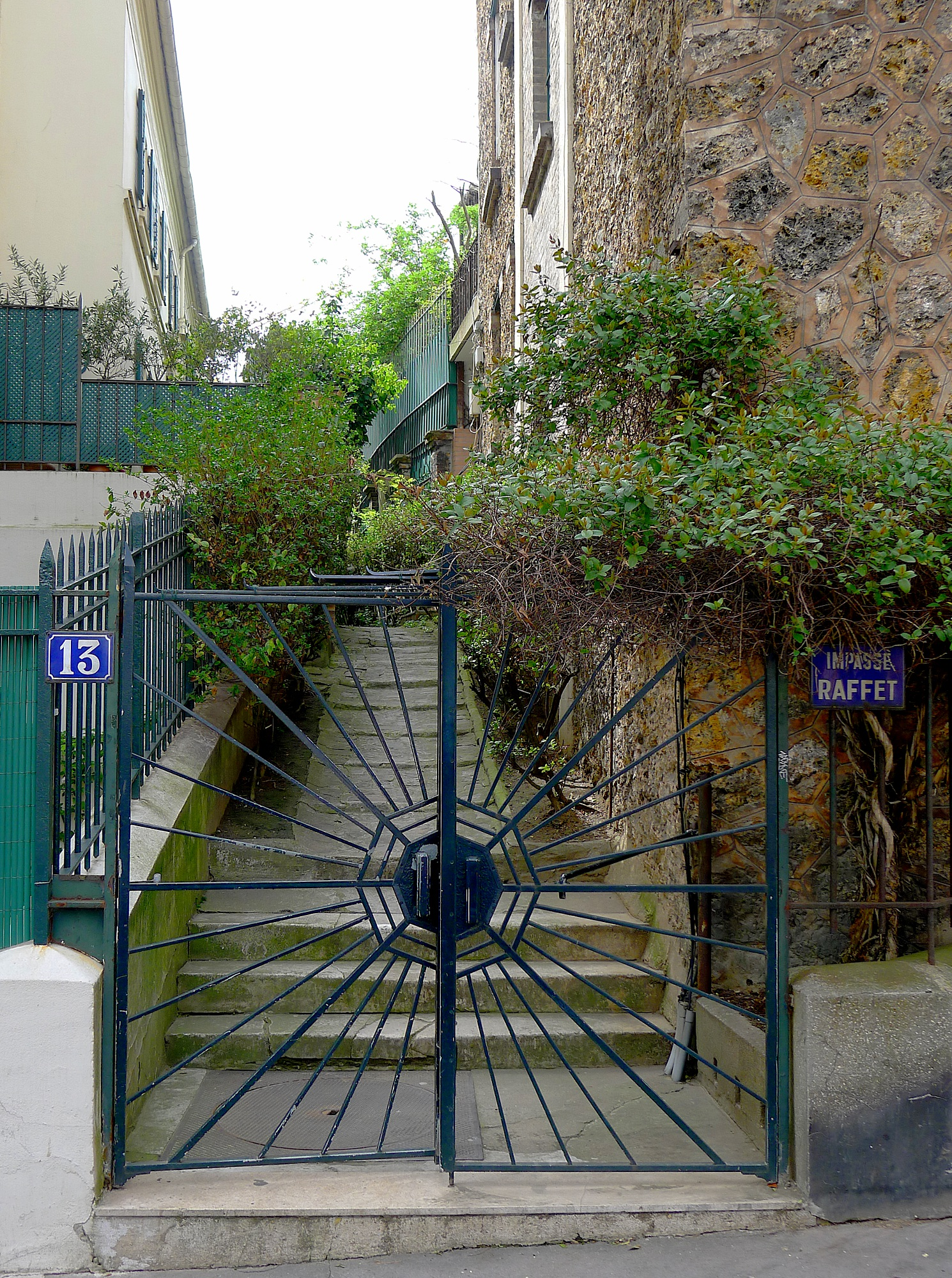
No 13 : entrée de l'impasse Raffet.

La rue est desservie au plus proche, avenue Mozart, par la ligne 9 du métro de Paris à la station Jasmin. Une station Vélib' de 39 points d'attaches est disponible au no 52.

## Origine du nom

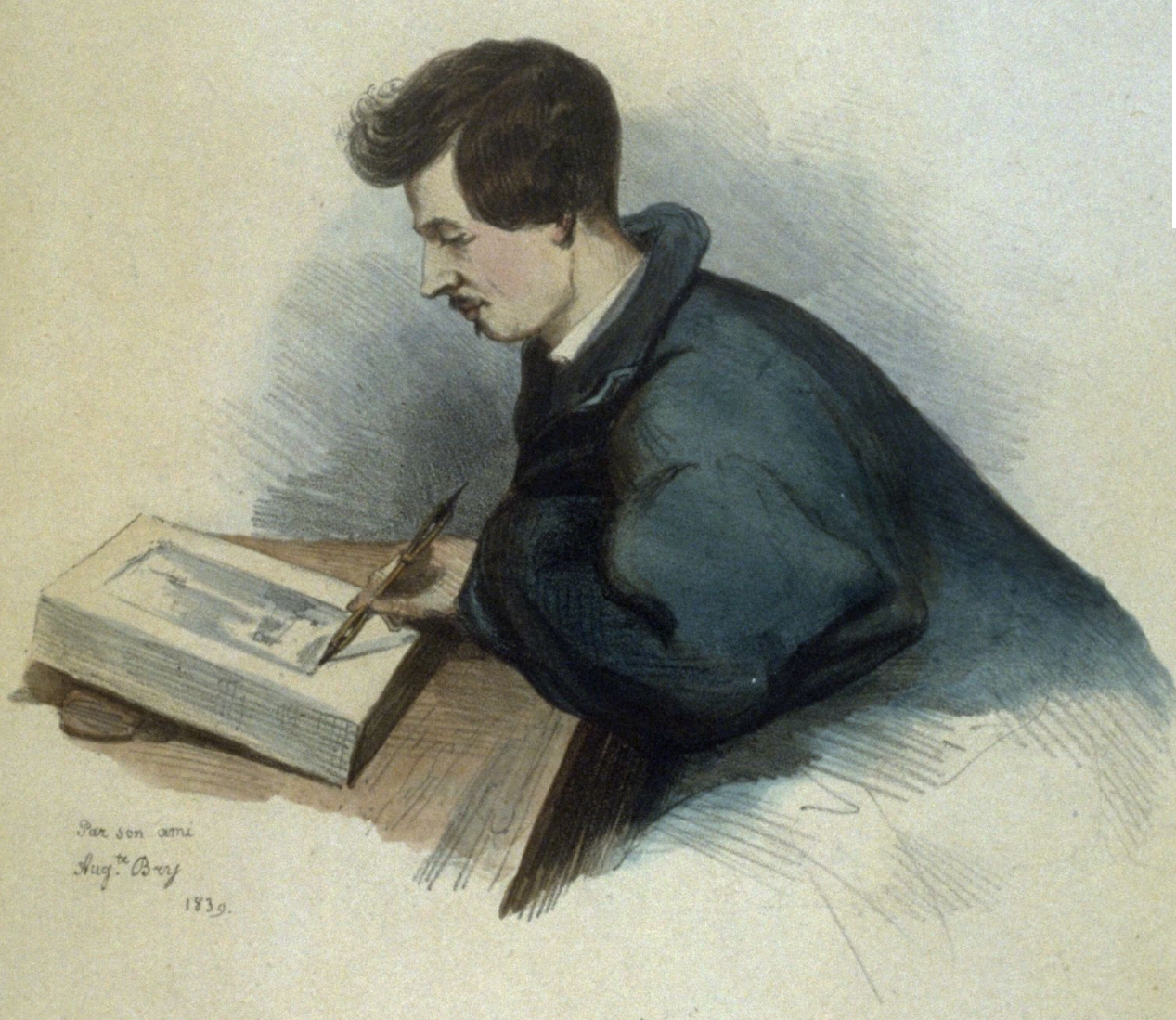
Portrait d’Auguste Raffet.

Elle doit son nom au peintre et lithographe Denis Auguste Marie Raffet (1804-1860).

## Historique
La rue fut ouverte en deux parties :
- la première partie, celle comprise entre la rue de la Source et la rue du Docteur-Blanche, était une voie de l'ancienne commune d'Auteuil qui était autrefois une partie du chemin des Fontis ou sentier des Fontis, puis rue des Fontis, avant de devenir sentier de la Fontaine, en 1857, avant son classement dans la voirie parisienne par le décret du 23 mai 1863 puis de prendre sa dénomination actuelle par un décret du 24 août 1864 ;
- elle est prolongée en 1877 de la rue du Docteur-Blanche au boulevard de Montmorency par la Ville de Paris puis jusqu'au boulevard Suchet[Note 1].

Le 16 juillet 1918, durant la Première Guerre mondiale, un obus lancé par la Grosse Bertha explose au no 39 rue Raffet.

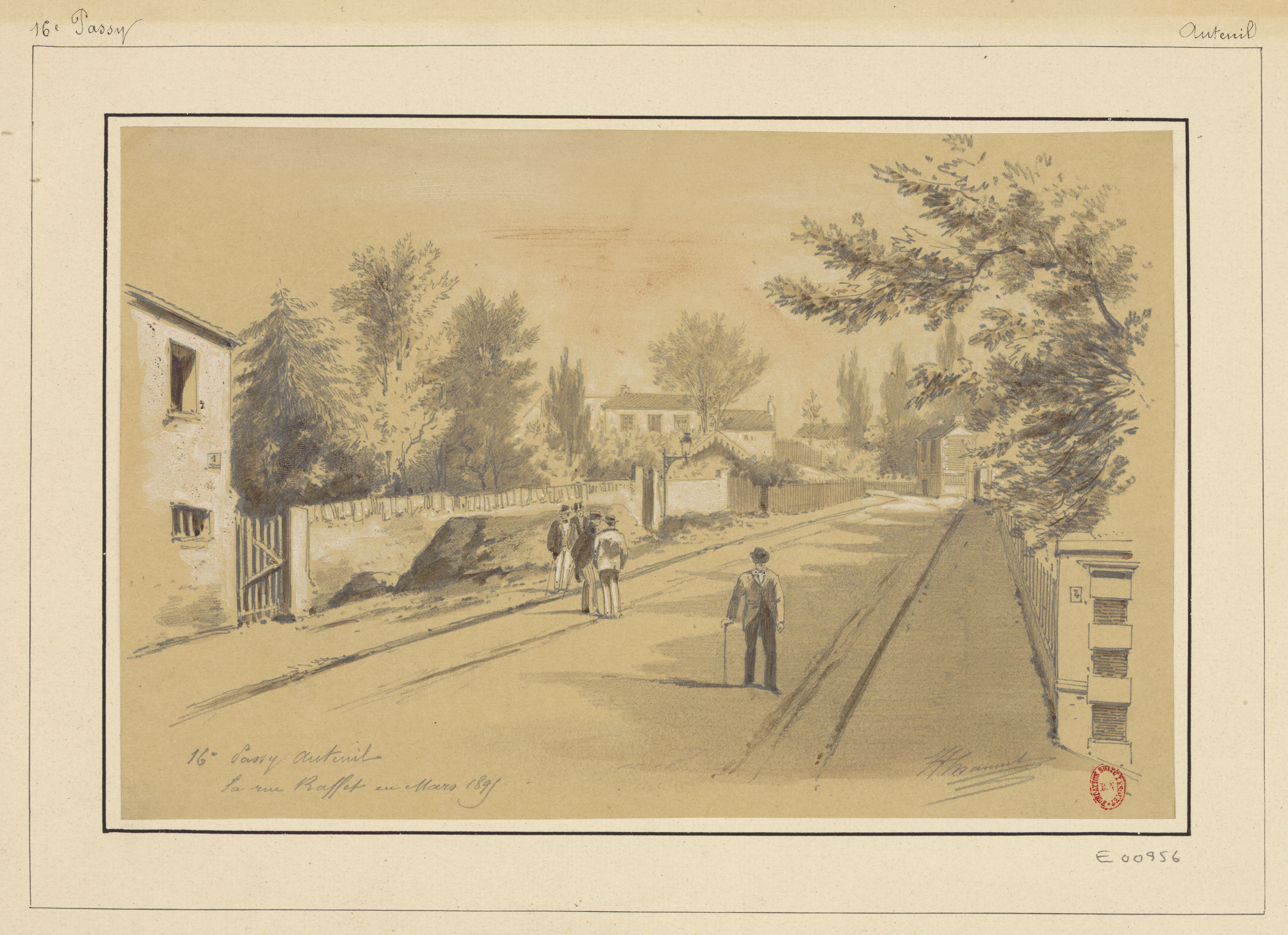
Vue de la rue en 1895 (dessin de Jules-Adolphe Chauvet).

## Bâtiments remarquables et lieux de mémoire

No 16.

- Le côté impair de la rue Raffet marque la limite de la villa Montmorency.
- No 1 : en 1910, domicile du sculpteur Albert Bartholomé[2].
- Nos 6-12 : immeubles de logements construits en 1962 par l'architecte Jean Ginsberg.
- No 14 : l'écrivain russe Eugène Zamiatine y est mort le 10 mars 1937.
- No 16 : immeuble en béton teinté en rose dans la masse. Construit en 1929 par l'architecte et maître d'œuvre Antoine Morosoli, il est situé à l'intersection de la rue Jasmin (au no 40) et compte deux entrées.
- No 19 : le jeune réalisateur Jean Grémillon y habite en 1925. L’écrivain Yvan Goll et sa femme Claire ont vécu à cette adresse de 1927 à 1935[4]. En 1934, Goll commença à s'autopublier en créant à son domicile les éditions Poésie & Cie, d'où, à cette adresse, Chansons malaises en 1935 (imprimé en 1934). Brassaï (1899-1984) y a photographié surtout Claire. En 1935, au-dessus (?) des Goll, Germain Dorel installe son bureau pour la construction de l'immeuble du 31, qui sera terminé en 1936. Il dort à côté au 27, rue Jasmin.
- No 20 : une annexe du lycée d'État Jean-Zay.
- No 26 : édifice des années 1920 avec, à l'arrière, un jardin abritant des pins centenaires. Ancien centre culturel de l'ambassade du Portugal, l'Institut Camões[5], transformé en maison d'hôtes en 2014[6].
- No 27 : immeuble non numéroté de deux étages en brique, signé (cartouche), mais non daté, d'Henri Preslier (1878-1934). 1912 ? De 1924 à 1930, Preslier et Dorel s'associeront pour bâtir au moins sept immeubles à Paris. Chronologiquement, 8 bis, rue de la Terrasse et 6, rue Eugène-Delacroix en 1924, square La Fontaine en 1926, 3, rue Decamps en 1928, qui n'a pas d'entrée mais un commerce, et qui est l'arrière du 22, rue des Sablons (1929), 47, rue Jean-de-La-Fontaine ainsi qu'au carrefour des 62 rue Lauriston et 17 rue Copernic en 1930. Ont-ils été construit ensemble dès 1923 ?
- No 30 : annexe du lycée d'État Jean-Zay[7].
- No 31 : ensemble en forme de H de style Art déco construit en 1935 par l’architecte Germain Dorel[8] (discrète inscription à droite) pour la Compagnie parisienne immobilière (qui siège au 29, rue de Londres), à la place d'un pavillon de deux étages. Dans La poursuite du vent (1976)[9], Claire Goll raconte que son nouvel amant (il s'agit de Dorel (1889-1970), qui  n'est pas cité) lui aménagea un duplex qui, reliant le septième et le huitième étage, s'achevait sur un jardin suspendu[10]. Vraisemblablement à l'escalier 2, sur les 5, qui, à l'époque, a vue sur le bois de Boulogne. Les appartements, en pierre de taille pour les quatre premiers étages, sont bien conçus au point de vue sanitaire. Les salles d'eau ont une fenêtre. Il existe une brochure publicitaire. Dans la partie gauche (escalier 1), une grande terrasse se trouve au huitième étage.
- No 32 : le compositeur Gabriel Fauré y a vécu[2].
- No 41 : le romancier Édouard Estaunié y a résidé et y est mort[2].